# ساواتیا
ساواتیا فرودگاهی نظامی واقع در کوتلاس در روسیه است که توسط نیروی هوایی روسیه اداره می‌شود.